# Ум'ятеєво
Ум'яте́єво (рос. Умятеево, марій. Кучмыждӱр) — присілок у складі Кілемарського району Марій Ел, Росія. Входить до складу Ардинського сільського поселення.

## Населення
Населення — 64 особи (2010; 65 у 2002).
Національний склад (станом на 2002 рік):
- марі — 88 %